# Farmington (Missouri)
Pour les articles homonymes, voir Farmington.
Farmington est une ville du Missouri, dans le comté de Saint-Francois, aux États-Unis. Sa population a été estimée à 16 240 habitants en 2010.

## Histoire
La ville a été fondée officiellement en 1822. L'histoire locale raconte qu'un Irlandais, William Murphy, venu du Kentucky, serait arrivé à l'ouest du fleuve Mississippi en 1798 dans un territoire qui appartenait alors à l'Espagne (la Haute-Louisiane). Murphy cherchait le site idéal pour se loger avec sa famille et, comme le veut la tradition, il serait venu trouver une source près du palais de justice actuel du comté de Saint-François avec l'aide d'un Amérindien local. Décidant que c'était un excellent endroit pour s'installer, Murphy a acquis une concession de terre espagnole, lui permettant ainsi de s'établir avec sa famille. Le lieu est alors connu sous le nom de Murphy's Settlement.
En 1803, la Louisiane est achetée par les États-Unis, ce qui permet la création de l'État du Missouri en 1821.
Au milieu du XIXe siècle, Farmington a connu une croissance démographique et économique grâce à la construction d'une route, Plank Road, qui s'étendait de Pilot Knob à Sainte-Geneviève.